# 1299
1299 (MCCXCIX) a fost un an obișnuit al calendarului iulian, care a început într-o zi de sâmbătă.

## Evenimente
- 1 aprilie: Kingston upon Hull primește statutul de oraș printr-o chartă a regelui Eduard I al Angliei.
- 6 mai: Marinizii din Fez încep asediul asupra Tlemcenului.
- 25 mai: Tratatul de la Milano, dintre Genova și Veneția, la îndemnul papei și al lui Carol al II-lea de Anjou.
- 19 iunie: Tratatul de la Montreuil-sur-Mer: se restabilește pacea între Franța, Flandra și Anglia: Filip al IV-lea cel Frumos cedează lui Eduard I provincia Guyenne, însă păstrează Bordeaux.
- 4 iulie: Bătălia de la capul Orlando: flota reunită a regelui Iacob al II-lea de Aragon și a lui Carol al II-lea de Anjou, sub comanda amiralului Roger de Lauria, zdrobește flota regelui Frederic al II-lea al Siciliei.
- 10 noiembrie: Stingerea casei de Olanda; comitatul olandez, inclusiv Frizia și Zeelanda, devine parte a uniunii personale cu comitatul de Hainaut, condus de familia de Avesnes.
- 1 decembrie: Bătălia de la Falconaria, lângă Trapani: regele Frederic al II-lea al Siciliei îl înfrânge pe pretendentul Filip I da Tarent.
- 8 decembrie: Întâlnirea de la Vaucouleurs: alianță a regelui Filip al IV-lea al Franței cu Albert I de Austria împotriva papei Bonifaciu al VIII-lea.
- 23-24 decembrie: Bătălia de la Homs: mamelucii din Siria sunt înfrânți de mongoli; începe campania lui Arghoun-han asupra Siriei, cu sprijinul armenilor, georgienilor, regelui din Cipru și al Ospitalierilor.

### Nedatate
- aprilie: Scoțienii cuceresc de la englezi castelul Stirling.
- august: Trupele lui Iacob al II-lea de Aragon și Carol al II-lea de Anjou debarcă în Sicilia, dar nu reușesc să profite de avantajul moral al victoriei de la capul Orlando.
- decembrie: Hanul Tolkai al Hoardei de Aur, cu sprijinul trupelor ruse, înfrânge pe Nogai-han în zona Niprului; cel din urmă este ucis în luptă.
- decembrie: Mongolii cuceresc Alepul de la mameluci.
- Campania mongolilor asupra Indiei, cu 200.000 de oameni, respinsă de sultanul de Delhi.
- După dispariția lui Nogai-han, tătarii se retrag în zona Moldovei.
- Mitropolitul Maxim își transferă sediul de la Kiev la Vladimir, care devine capitala religioasă a Rusiei.
- Musulmanii din Delhi ocupă provincia Gujarat.
- Osman I se declară sultan independent; începuturile statului otoman.
- Pace între țarul Ștefan Milutin al Serbiei și Imperiul bizantin; sunt recunoscute cuceririle sârbilor.
- Puternică foamete la Constantinopol.
- Regele Haakon al V-lea Magnusson al Norvegiei mută capitala statului de la Bergen la Oslo.
- Un puternic incendiu lovește Palatul Westminster, în Anglia.

## Arte, științe, literatură și filosofie
- Încep lucrările la Palazzo Vecchio din Florența.

## Nașteri
- Alfons al IV-lea, viitor rege al Aragonului (d. 1366)
- Dimitri de Tver, viitor mare cneaz de Vladimir (d. 1326)
- Ranulf Higden, cronicar englez (d. cca. 1363)

## Decese
- 17 mai: Daumantas de Pskov, prinț al Lituaniei (n.c. 1240).
- 13 iulie: Eric al II-lea, rege al Norvegiei (n.c. 1268).
- 10 noiembrie: Ioan I, conte de Olanda (n. 1284)
- 9 decembrie: Bohemund I, arhiepiscop de Trier (n. ?)

### Nedatate
- decembrie: Nogai-han, conducător al Hoardei de Aur (n. ?)
- Conrad von Lichtenberg, episcop de Strasbourg (n. 1240)
- Gottfried Hagen, cronicar german (n. 1230)
- Nicolas d'Autrecourt, filosof și teolog francez (n. cca. 1269)
- Zafar-han, conducător militar indian (n. ?)

## Înscăunări
- 13 iulie: Håkon al V-lea Magnusson, rege al Norvegiei (1299-1319)